# Pontiacq (Pyrénées-Atlantiques)
Pour les articles homonymes, voir Pontiacq.
Pontiacq est une ancienne commune française du département des Pyrénées-Atlantiques. Le 25 juin 1844, la commune fusionne avec Viellepinte pour former la nouvelle commune de Pontiacq-Viellepinte.

## Géographie
Pontiacq est situé à l'extrême est du département et à vingt-cinq kilomètres de Pau.

## Toponymie
Le toponyme Pontiacq apparaît sous les formes 
Ponteac en 1385 (censier de Béarn) et 
Pontiac (1801, Bulletin des lois).

## Histoire
Paul Raymond note qu'en 1385 Pontiacq comptait dix feux et dépendait du bailliage de Montaner.
Noble Jacques de Casalis en était seigneur en 1784.

## Démographie
| 1793 | 1800 | 1806 | 1821 | 1831 | 1836 |
| ---- | ---- | ---- | ---- | ---- | ---- |
| 188  | 159  | -    | 208  | 226  | 221  |

## Culture et patrimoine

### Patrimoine civil
Le château de Minvielle date du XIXe siècle.

### Patrimoine religieux
L'église Saint-Pierre est un édifice du XVIIe siècle restauré en 1744, puis aux siècles suivants.
Elle recèle du mobilier inscrit à l'Inventaire général du patrimoine culturel.

## Pour approfondir